# Dusmadiores
Genre
Dusmadiores est un genre d'araignées aranéomorphes de la famille des Zodariidae.

## Distribution
Les espèces de ce genre se rencontrent en Afrique de l'Ouest, en Afrique de l'Est et en Arabie.

## Description
Les araignées de genre sont myrmécophage.

## Liste des espèces
Selon World Spider Catalog (version 18.5, 08/09/2017) :
- Dusmadiores deserticola Jocqué, 2011
- Dusmadiores doubeni Jocqué, 1987
- Dusmadiores elgonensis Vanderhaegen & Jocqué, 2017
- Dusmadiores katelijnae Jocqué, 1987
- Dusmadiores laminatus Russell-Smith & Jocqué, 2015
- Dusmadiores orientalis Jocqué & van Harten, 2015
- Dusmadiores robanja Jocqué, 1987

## Publication originale
- Jocqué, 1987 : Descriptions of new genera and species of African Zodariinae with a revision of the genus Heradida (Araneae, Zodariidae). Revue de zoologie africaine, vol. 101, no 2, p. 143-163.